# Providencia (ort i Colombia, Nariño, lat 1,57, long -77,46)
Providencia är en ort i Colombia.   Den ligger i departementet Nariño, i den sydvästra delen av landet, 500 km sydväst om huvudstaden Bogotá. Providencia ligger 1 115 meter över havet och antalet invånare är 3 326.
Terrängen runt Providencia är bergig åt nordväst, men åt sydost är den kuperad. Terrängen runt Providencia sluttar österut. Runt Providencia är det ganska tätbefolkat, med 124 invånare per kvadratkilometer. Närmaste större samhälle är El Tambo, 18,4 km söder om Providencia. Omgivningarna runt Providencia är en mosaik av jordbruksmark och naturlig växtlighet.